# Camerata Cornello
Camerata Cornello 
(Camerada [kamɛˈɾada] in dialetto bergamasco) è un comune italiano di 555 abitanti della provincia di Bergamo in Lombardia.
Situato nell'alta val Brembana, sulla destra orografica del fiume Brembo, dista circa 33 chilometri a nord dal capoluogo orobico. Il comune fa parte della Comunità montana della Valle Brembana.

## Storia

### Origini
Come per molti altri borghi vicini, si pensa che i primi insediamenti stabili in questa zona siano riconducibili all'epoca delle invasioni barbariche, quando le popolazioni soggette alle scorrerie si rifugiarono in luoghi remoti, al riparo dall'impeto delle orde conquistatrici. In particolar modo si presume che siano stati gli abitanti della vicina Valsassina ad arrivare per primi (presumibilmente attorno al VI secolo), come testimoniano alcuni toponimi uguali tra le due zone.

### Medioevo
Scarse sono le notizie del paese anche nell'epoca medievale, quando si sa che venne posto nel feudo facente capo alla famiglia ghibellina dei Visconti, i quali diedero il permesso, a ogni persona appartenente alla loro fazione, di uccidere un guelfo. Nonostante questo non ci sono giunti documenti che attestano di lotte avvenute sul suolo comunale.
In quest'epoca il paese, prima relegato al ruolo di frazione di San Pietro d'Orzio (frazione di San Giovanni Bianco), acquisì prima la propria autonomia assumendo il nome di Santa Maria di Camerata, poi crebbe d'importanza grazie ai traffici che, grazie alla via Mercatorum, passavano dal borgo di Camerata per dirigersi verso la Valtellina. Il mercato del paese divenne uno dei più importanti di tutta la zona, tanto da diventare motivo di scontro con i vicini paesi di Zogno e San Giovanni Bianco.
Nel 1428 il paese entrò a far parte della Repubblica di Venezia e fu inserito nel distretto amministrativo della val Brembana, che comprendeva tutti i comuni della bassa valle fino alla Goggia, una strettoia che, situata appena fuori dal centro abitato del paese, divideva la bassa valle con quella alta. Questa dominazione garantì sgravi fiscali e numerosi privilegi, ma diede il via alla costruzione di una nuova strada, la via Priula, più agibile dai carri e dai viandanti. Questa fu edificata sul fondovalle, escludendo di fatto il centro abitato, che perse la sua importanza commerciale.

### Età moderna

#### I Tasso

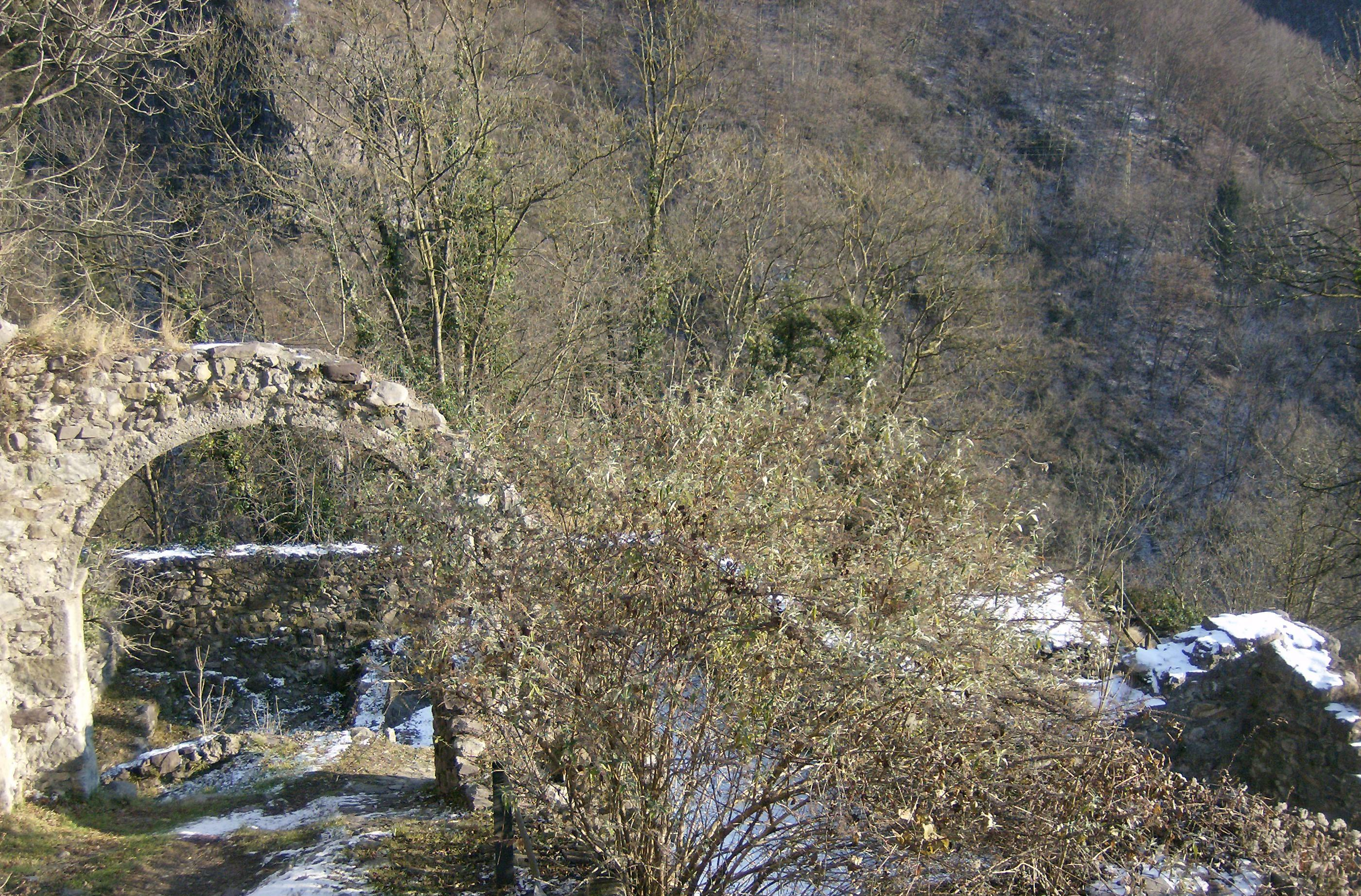
Resti del castello dei Tasso

Il paese diede i natali a vari membri della famiglia Tasso, tanto che una delle frazioni riporta ancora un riferimento a loro (Cornello dei Tasso). Omodeo de Tassis, nel XIII secolo, unì alcuni parenti in un gruppo di corrieri al soldo di Venezia. Questo nucleo si componeva di 32 elementi (quasi sempre investiti con pratica di nepotismo) e veniva indicata con il termine di Compagnia dei Corrieri.
La loro abilità nel trasportare corrispondenza tra Venezia e le principali città d'Italia, in particolar modo con Milano e Roma, non fece che accrescere la loro fama, tanto da essere investiti corrieri ufficiali della corrispondenza del Papa. Il definitivo salto di qualità avvenne quando l'imperatore Massimiliano I diede loro la possibilità di lavorare all'interno del Sacro Romano Impero. A tal riguardo acquisì notevole importanza Jannetto de Tassis che, vivendo a corte, ebbe in gestione il servizio postale di Spagna e Paesi Bassi, e più tardi divenne il capostipite del casato Thurn und Taxis, che divenne una delle famiglie più ricche di quel tempo.

### Età contemporanea
Nel 1863, appena dopo l'unità d'Italia, il comune assunse la denominazione definitiva di Camerata Cornello.
Il 13 luglio 1914 il paese fu teatro di un sanguinoso episodio, che lo fece balzare sulle prime pagine dei giornali di tutta Italia: Simone Pianetti uccise nel giro di poche ore ben sette persone, riuscendo poi a sfuggire alla cattura nascondendosi sui monti circostanti.

### Simboli
La creazione di un nuovo stemma fu commissionata allo Studio Araldico di Genova con deliberazione del Consiglio comunale n. 145/16 del 18 agosto 1978 e venne adottato assieme al gonfalone con il decreto del presidente della Repubblica del 3 febbraio 1981.
(D.P.R. 3 febbraio 1981)
Nel primo quarto è riprodotto il corno postale di nero, simbolo dell'importante famiglia Tasso; nel quarto, il leone marciano fa riferimento al periodo sotto il dominio della Repubblica di Venezia.
Le principali attività economiche locali sono rappresentate nel secondo e terzo quarto: la miniera e gli attrezzi da minatore ricordano le cave di marmo arabescato orobico, mentre il bue e gli alberi sono simboli dell'allevamento, dell'agricoltura e dell'artigianato del legno.
Il gonfalone è un drappo di rosso e di azzurro.

## Monumenti e luoghi d'interesse

### Architetture religiose

#### Chiesa di Santa Maria Assunta
La chiesa parrocchiale di Camerata che, risalente al XVII secolo e dedicata a Santa Maria Assunta, conserva dipinti di buon pregio tra cui spiccano quelli di Francesco Zucco.

#### Chiesa dei Santi Cipriano e Cornelio
La chiesa dei Santi Cipriano e Cornelio risalente al XIV secolo, custodisce buoni affreschi e possiede un campanile a bifore in stile romanico.

### Architetture civili

#### Centro storico di Cornello dei Tasso
Il borgo di Cornello dei Tasso, tra i più caratteristici e i meglio conservati della Lombardia (fa parte de I borghi più belli d'Italia) grazie all'isolamento che il borgo ha vissuto negli ultimi secoli, ma anche a un recente intervento di recupero.

#### Palazzo Tasso
È anche presente il Palazzo Tasso che serviva come luogo per gli avvistamenti, data la sua posizione dominante.

## Società

### Evoluzione demografica
Abitanti censiti

## Cultura
Dal 2015 il comune fa parte dell'associazione Polo Culturale Mercatorum e Priula, insieme ai comuni brembani di San Giovanni Bianco e Dossena, per valorizzare i beni artistici, architettonici, storici, ambientali del territorio.

## Infrastrutture e trasporti
Camerata Cornello era servita dall'omonima stazione posta lungo la ferrovia della Valle Brembana, attiva fra il 1906 e il 1966.
Il sedime di parte della linea è stato trasformato, a partire dal 2007, nella ciclovia della valle Brembana.

## Amministrazione
| Periodo        | Periodo        | Primo cittadino         | Partito                                | Carica  | Note |
| -------------- | -------------- | ----------------------- | -------------------------------------- | ------- | ---- |
| 14 giugno 2004 | 7 giugno 2009  | Francesca Maria Giudici | lista civica                           | Sindaco |      |
| 8 giugno 2009  | 25 maggio 2014 | Gianfranco Lazzarini    | lista civica Democrazia e rinnovamento | Sindaco |      |
| 27 maggio 2014 | 25 maggio 2019 | Gianfranco Lazzarini    | lista civica Democrazia e rinnovamento | Sindaco |      |
| 26 maggio 2019 | in carica      | Andrea Locatelli        | lista civica Impegnati per Camerata    | Sindaco |      |